# Juan Carlos Calvo
Juan Carlos Calvo (Montevideo, 1906. június 26. – 1977. október 1.) világbajnok uruguayi válogatott labdarúgó.
Az uruguayi válogatott tagjaként részt vett az 1930-as világbajnokságon.

## Sikerei, díjai
Uruguay
- Világbajnok (1): 1930

## Külső hivatkozások
- Statisztika az RSSSF.com honlapján
- világbajnok keretek az RSSSF.com honlapján